# Grassi (famiglia bolognese)
Grassi fu un'antica nobile famiglia bolognese, estinta nel 1848.

## Storia

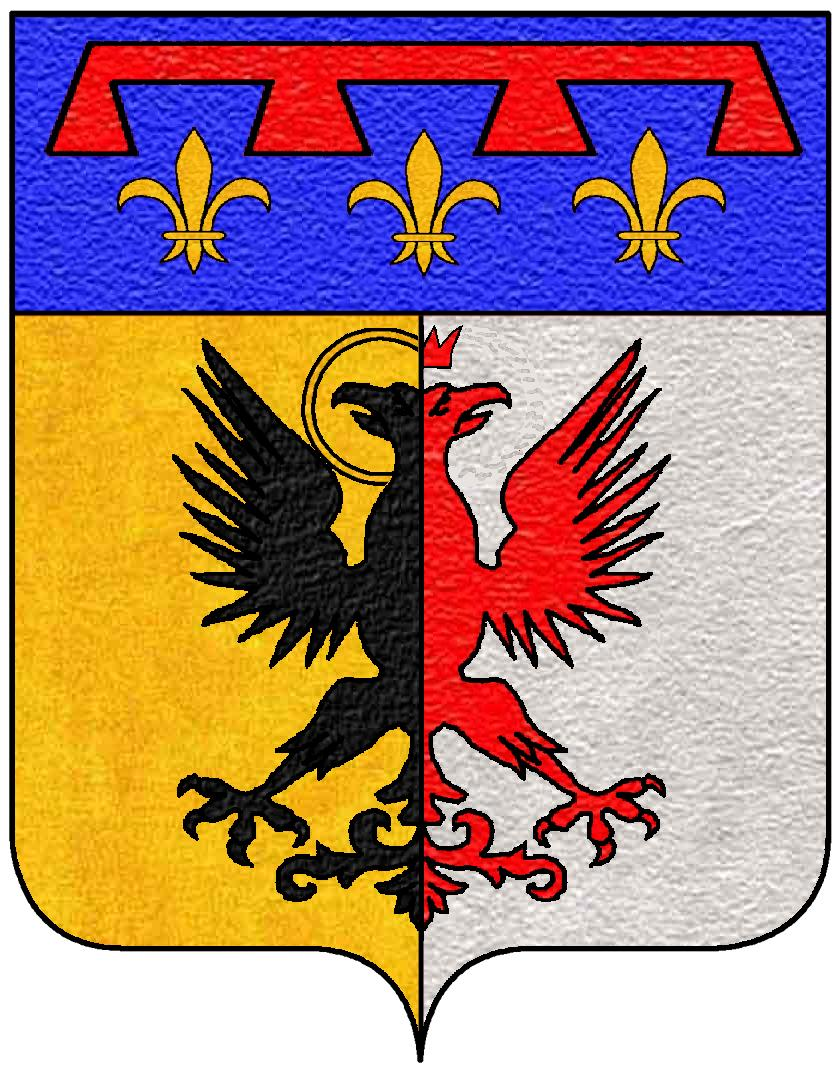
Variante dello stemma di famiglia

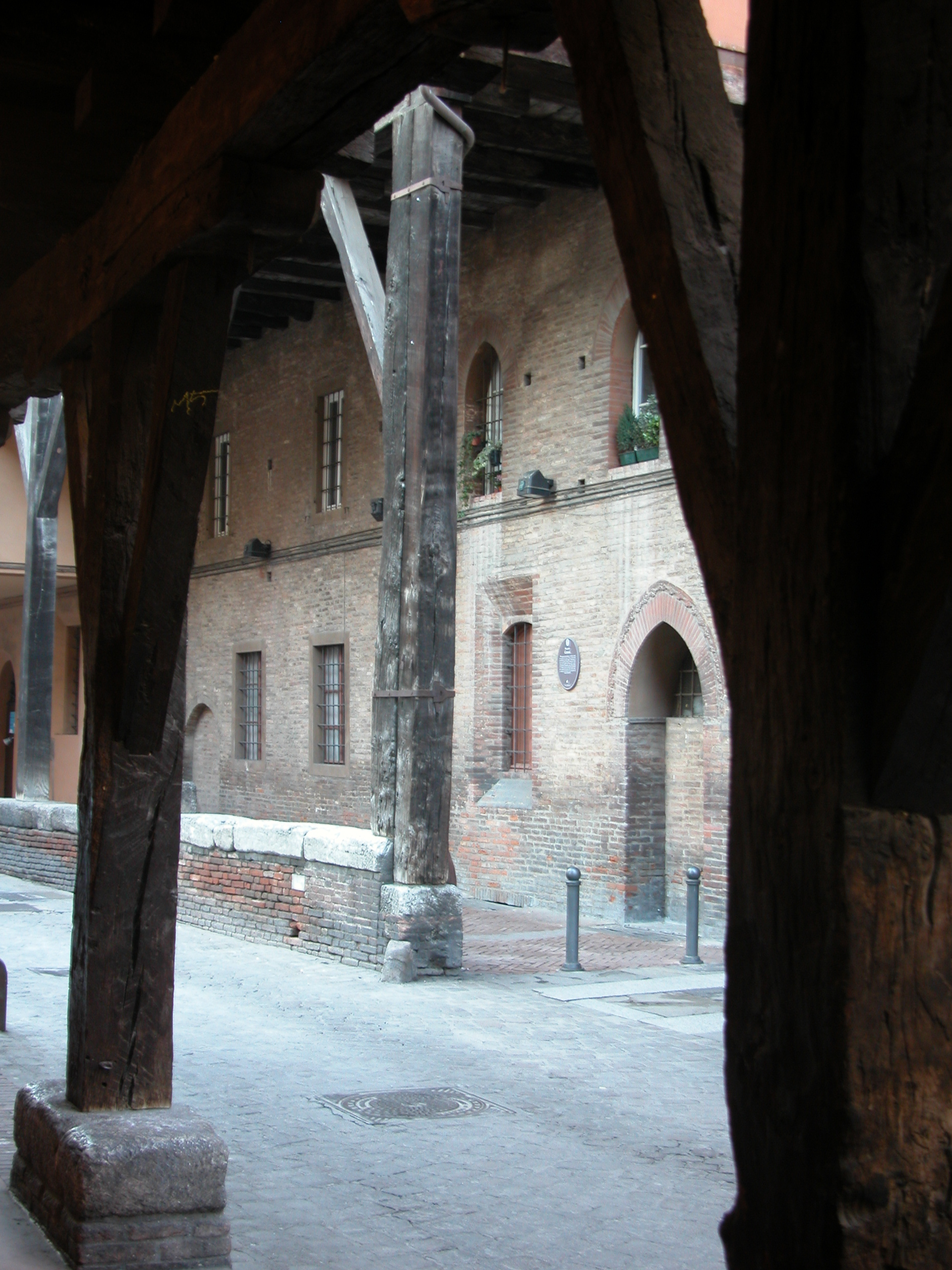
Bologna, palazzo Grassi

Era originaria della Polonia e trapiantata a Bologna, dove venne ascritta all'ordine senatorio. Da qui si diramò in Sicilia.
Diede alla Chiesa quattro cardinali e diversi vescovi, oltre a senatori, podestà ed ambasciatori.

## Membri illustri
- Gerardo Grassi (?-1165), vescovo
- Ildebrando Grassi (?-1178), cardinale[2]
- Gaspero Grassi (?-1484), podestà in diverse città italiane
- Antonio Grassi (?-1491), cappellano pontificio e vescovo
- Agamennone Grassi, (?-1509), podestà e ambasciatore
- Achille Grassi (1456-1523), cardinale
- Paride Grassi (1470-1528), vescovo
- Baldassarre Grassi (?-1539), vescovo
- Carlo Grassi (1519-1571), cardinale
- Annibale Grassi (?-1590), vescovo
- Gian Antonio Grassi (?-1602), vescovo
- Fulvio Grassi (?-1607), ambasciatore